# Hit
För andra betydelser, se Hit (olika betydelser).
Hit, hitlåt, en. "fullträff", är inom populärmusiken en sång som oftast för en begränsad tid åtnjuter stor popularitet inom ett område, till exempel lokalradion, ett land eller internationellt. Ett motsvarande ord var under första halvan av 1900-talet "schlager"/"slagdänga", med samma innebörd - en sång som slår. Sedan 1970-talet har schlager fått en helt annan innebörd, det handlar snarare om att melodin är lättlyssnad och har en medryckande refräng, som till exempel Dag efter dag, La det swinge och Fyra Bugg & en Coca Cola. Om en sådan låt blir populär är det inte ovanligt att den benämns "schlagerhit", vilket egentligen är en upprepning av samma ord. Det är också vanligt att sådana sånger benämns "schlager" redan innan man vet om de slagit igenom eller inte. 
En radiohit är en låt som blivit populär och som spelats mycket i radio, oavsett om singeln säljer bra eller inte.
En internationell hitlåt slår i många länder. En världshit är en låt som blivit populär över hela världen, till exempel Smoke on the Water, Purple Rain, I Wanna Rock, Stairway to Heaven, Macarena och Big Big World. Ofta har bara västvärlden räknats, men det finns exempel på riktigt globala fenomen, där Gangnam Style kanske är det allra mest kända exemplet.